# Spiff
Un spiff o spiv es un bono inmediato por una venta. Comúnmente, los «spiffs» son pagados por un fabricante o el empleador directamente al vendedor por la venta de un producto específico.

## Origen
Una de las primeras referencias a un «spiff» se puede hallar en el diccionario de slang de 1859; «The percentage allowed by drapers to their young men when they effect sale of old fashioned or undesirable stock.», que se refiere a una comisión que algunos empleadores daban a sus vendedores sobre las ventas de mercancía obsoleta para la tienda.
Parece estar relacionado con el uso de la palabra en ese periodo en el sentido de un dandy o alguien elegantemente vestido (para mejorar el aspecto de un lugar o una persona), pero nadie parece haber podido desentrañar qué fue primero, o lo influyó en qué, o de donde se origina la palabra.
Se han propuesto muchos acrónimos como posibles orígenes del término, aunque realmente son meros intentos por interpretar su origen ya que muchas de estas frases podrían no tener sentido alguno en 1859, cuando su uso fue documentado por primera vez.
- Sales Persons Incentive For Fun (Incentivo a vendedores por diversión)
- Sales Performance Incentive Fund (Fondo de Incentivo por Rendimiento de Ventas)
- Special Performance Incentive Fund (Fondo de Incentivo por Rendimiento Especial)
- Specific Price Incentive For Final Sale (Precio de incentivos específicos para la venta final)
- Special Pay Incentives For Fast Sales (Incentivos de Pago Especial para las Ventas Rápidas)
- Special People Incentives For Failure (Incentivos para Gente Especial por Falla)

## Naturaleza Ética
El uso del spiff, aunque es ampliamente utilizado en algunas industrias, es cuestionable en la ética. Un spiff puede, en algunos casos, impulsar a un vendedor a colocar un producto de baja calidad a un cliente o permite a los fabricantes evadir normas establecidas por gerentes y/o propietarios de comercios pagando el spiff directamente al vendedor.
Mientras las técnicas de comisiones sobre ventas son generalmente transparentes, basados en el precio del producto promovido por el vendedor, las ventas centradas en un spiff son menos controlables y tal vez percibidas como ventas deshonestas por los consumidores. Debe notarse que no todas las comisiones de venta se basan en el precio de exhibición de un producto, muchos empleadores pagan diferentes porcentajes en diferentes productos basados en la ganancia neta de cada producto.